# Csanád (comandante)
Csanád, anche Chanadinus, o Cenad, (fl. XI secolo), fu il primo capo (comes) del comitato di Csanád nel regno d'Ungheria nei primi decenni dell'XI secolo.
La principale informazione che riguarda Csanád è inerente alla sua battaglia combattuta contro Ajtony, il quale in precedenza era stato il suo signore e governava sulla regione oggi nota come Banato (in Romania e Serbia). La contea di Csanád, così come il suo centro principale e capoluogo (Cenad, in ungherese Csanád), devono il nome a lui.

## Biografia

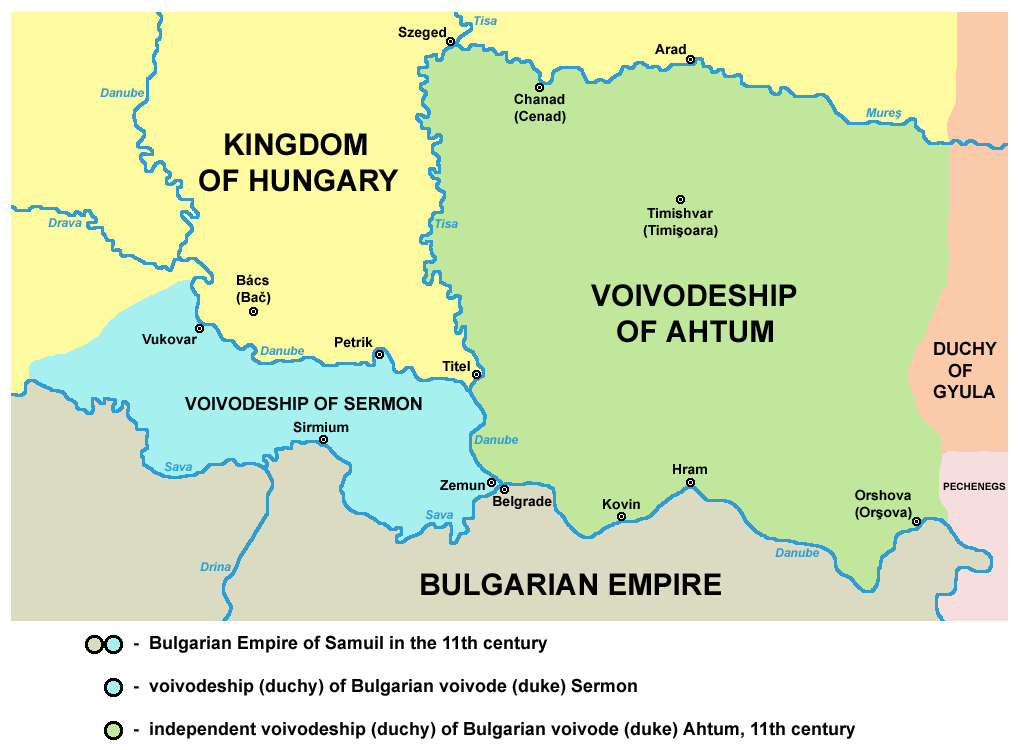
Il regno di Ahtum, che fu poi occupato da Csanád in nome di re Stefano I d'Ungheria

L'anonimo autore delle Gesta Hungarorum, una cronaca ungherese del XIII secolo, afferma che Csanád era nipote del re Stefano I d'Ungheria (nepos regis), al potere dal 1000/1001 al 1038, e che suo padre si chiamava Doboka. Secondo la Legenda maior S. Gerardi, una compilazione di diverse fonti dell'inizio del XIV secolo, Csanád era un uomo di fede pagana al servizio di Ahtum (o Ajtony).
Ahtum, la cui fortezza da cui esercitava il potere era collocata presso la urbs Morisena sul fiume Mureș, controllava il traffico lungo il fiume e tassava il trasporto del sale dalla Transilvania al cuore della Pannonia. Secondo la Legenda maior, Csanád ricoprì il ruolo di massimo comandante per conto di Ahtum con grande cognizione di causa e fedeltà. Tuttavia, a un certo punto della sua vita fu accusato falsamente di aver cospirato contro il suo signore, circostanza che spinse Csanád a cercare rifugio da re Stefano; desideroso di appropriarsi di quelle terre e di non pagare più i dazi imposti sul sale, il magiaro organizzò i preparativi volti a sottomettere il regno di Ahtum nominando Csanád nel ruolo di comandante alla testa di un imponente esercito. Dopo aver attraversato il fiume Tibisco, l'esercito reale ingaggiò le truppe di Ahtum, ma fu costretto a ritirarsi. A seguito di una seconda lotta, l'esercito di Stefano sbaragliò le truppe dell'avversario vicino alla moderna Banatsko Aranđelovo, nella municipalità di Novi Kneževac, o a Tomnatic. Pare che Csanád uccise Ajtony, ma è incerto se ciò avvenne sul campo di battaglia, come sostiene la Legenda maior, o nella sua roccaforte sul Mureș, come riferiscono le Gesta Hungarorum. Nella Legenda Maior, si narra che Csanád tagliò la lingua ad Ajtony dopo la sua morte al fine di disporre di una prova che testimoniasse la sua uccisione, smascherando inoltre Gyula, che si era preso il merito dell'azione in presenza di Stefano.
Il re Stefano concesse feudi molto vasti a Csanád nelle terre che Ahtum aveva governato. La roccaforte di Ahtum, oggi conosciuta come Cenad (in ungherese Csanád), deve il nome al comandante di Stefano. Il re nominò inoltre Csanád come capo o ispán (un ruolo amministrativo di spessore) del comitato composto dal vecchio regno di Ahtum.
Stefano fondò una diocesi cattolica a Cenad, con il monaco veneziano Gerardo come primo vescovo. I monaci greci di Cenad furono trasferiti in un nuovo monastero costruito da Csanád a Banatsko Aranđelovo. Fu proprio nella nuova diocesi che Csanád, prima di assumere l'incarico di ispán, accettò il sacramento del battesimo. Con l'aiuto di Csanád, il vescovo Gerardo diede il via alla sua missione di cristianizzazione della regione e fondò un monastero dedicato a San Giorgio in un luogo successivamente chiamato Oroszlános l'attuale Banatsko Aranđelovo, nella municipalità di Novi Kneževac in Serbia), molto probabilmente a causa dei leoni scolpiti che decoravano le sue porte (oroszlán è il termine ungherese che sta per 'leone'). I monaci greci giunti durante il governo di Ahtum furono trasferiti da Csanád anch'essi e il loro antico monastero venne concesso ai benedettini.
Csanád era il capostipite della gens dei Chanad/Sunad o Csanád, i cui possedimenti principali dei discendenti avevano sede nei comitati di Arad, Csanád, Krassó e Temes; la famiglia fu attiva dall'XI al XIV secolo.